# 福爾戈德山
64°36′S 62°30′W / 64.600°S 62.500°W
福爾戈德山是南極洲的山峰，位於葛拉漢地西岸，處於安納岬西南面4公里，由比利時的極地探險隊被繪入地圖，現時由南極條約體系管理。